# Witold Szyguła
Witold Henryk Szyguła (ur. 22 listopada 1940, zm. 4 września 2003) – polski piłkarz, bramkarz.
Był wychowankiem Stadionu Śląskiego Chorzów. Był długoletnim piłkarzem Zagłębia Sosnowiec (1962–1971), karierę kończył w szkockim Hamilton. W barwach Zagłębia w 1963 sięgnął po Puchar Polski. W reprezentacji Polski debiutował w rozegranym 16 października 1963 spotkaniu z Grecją, ostatni raz zagrał w 1970 roku. Łącznie w biało-czerwonych barwach rozegrał 3 spotkania.
Pracował jako trener, m.in. w Resovii,Zagłębiu i Stilonie.